# Anisopleura comes
Anisopleura comes е вид водно конче от семейство Euphaeidae. Видът е незастрашен от изчезване.

## Разпространение
Разпространен е в Бангладеш, Бутан, Индия (Асам, Дарджилинг, Западна Бенгалия, Мизорам, Нагаланд, Пенджаб, Сиким, Утаракханд и Химачал Прадеш), Китай (Юннан) и Непал.